# Anastoechus monticola
Anastoechus monticola är en tvåvingeart som beskrevs av Paramonov 1930. Anastoechus monticola ingår i släktet Anastoechus och familjen svävflugor. Inga underarter finns listade i Catalogue of Life.